# Бульвар Гоголя (пам'ятка природи)
Бульва́р Го́голя — ботанічна пам'ятка природи місцевого значення в Україні. Розташована в місті Полтаві, вздовж однойменного бульвару. 
Площа 1,5 га. Статус присвоєно згідно з рішенням облвиконкому від 24.12.1970 року № 555; від 20.06.1972 року № 242; від 22.11.1984 року № 453. Перебуває у віданні КП «Декоративні культури» Полтавської міської ради. 
Статус присвоєно для збереження чотирирядної липової алеї, створеної 1903 року. Довжина алеї 350 м, простягається від вулиці Соборності до вулиці Пушкіна.

## Галерея

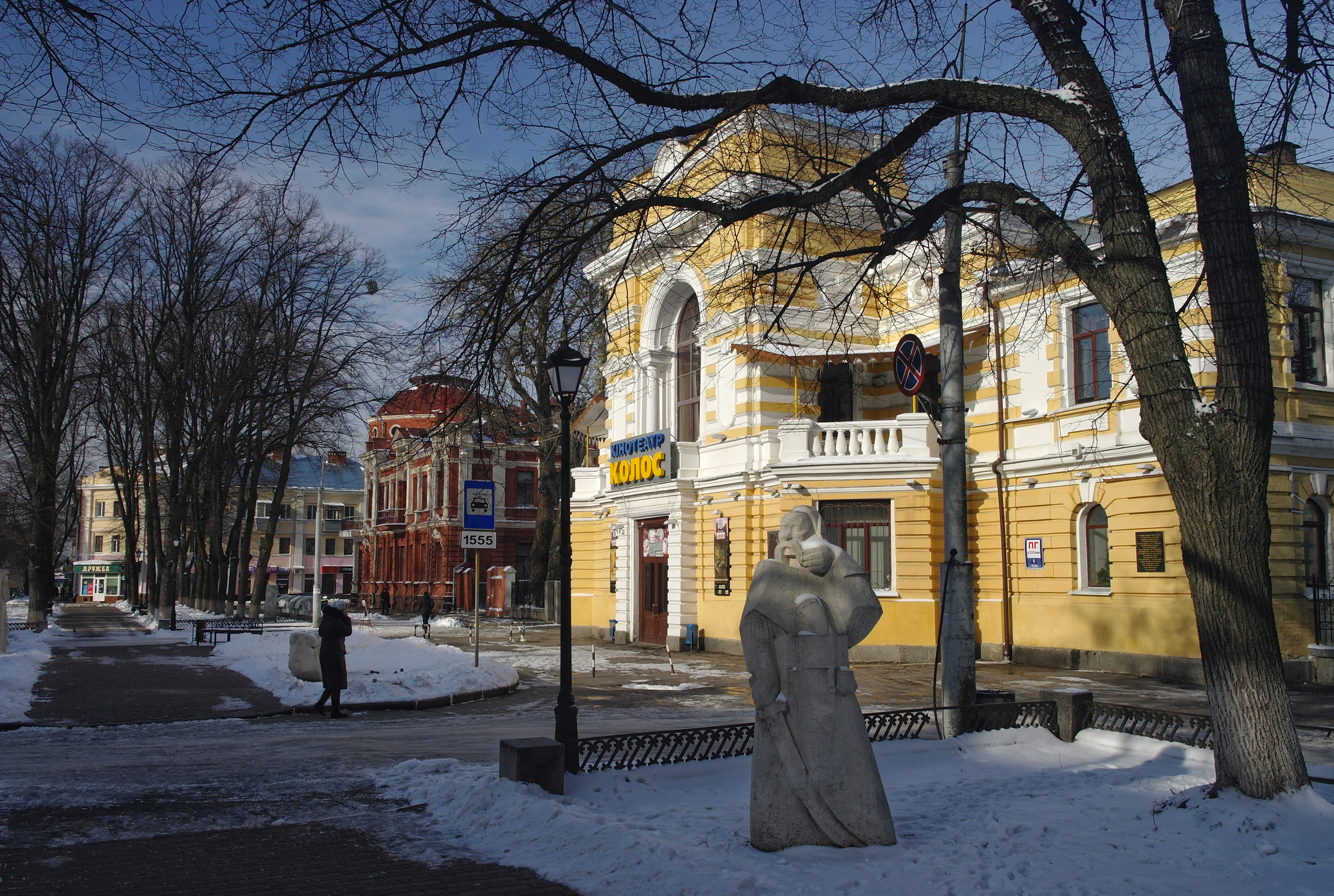
Бульвар Гоголя взимку
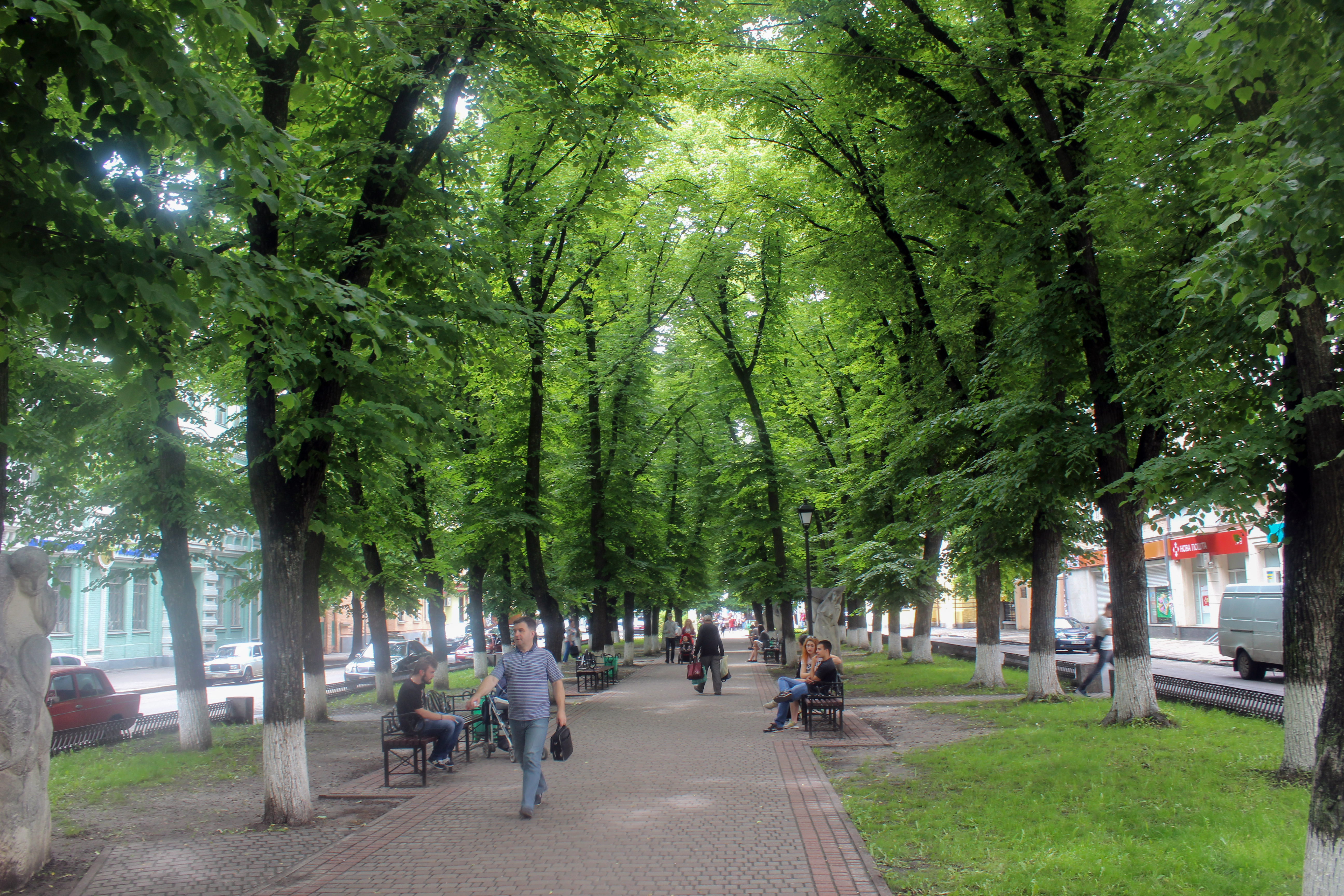
Бульвар Гоголя влітку
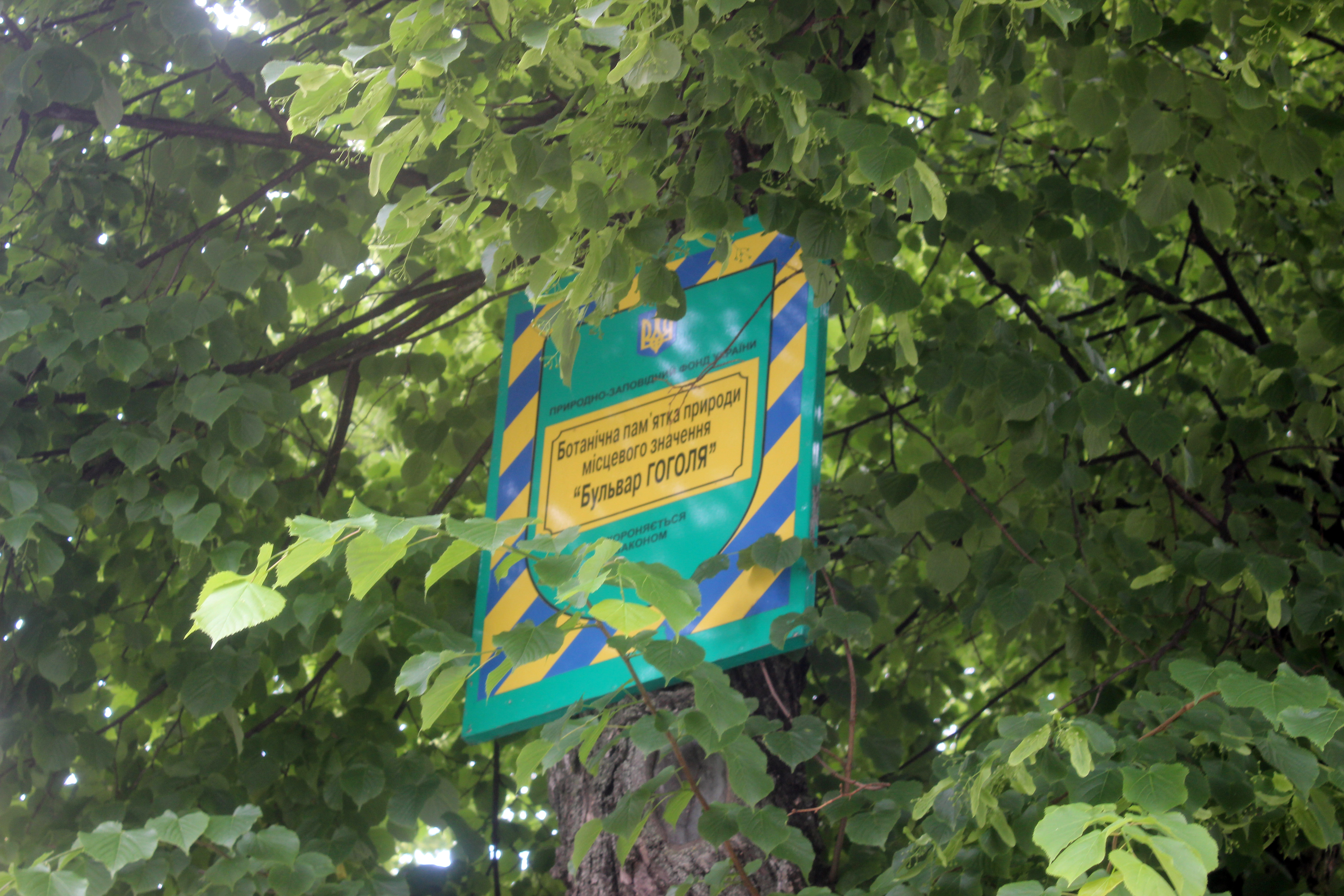
Природоохоронна таблиця